# 仙台市立台原小学校
仙台市立台原小学校（せんだいしりつ だいのはらしょうがっこう）は宮城県仙台市青葉区にある公立小学校である。2021年の児童数は580人、21学級、教職員35人。

## 概要
- 仙台市青葉区北部にあり、学区内に台原森林公園が含まれる。隣接地に仙台市立台原中学校がある。

## 沿革
- 1959年（昭和34年）4月 - 開校[2]
- 1967年（昭和42年）4月 - 仙台市立旭丘小学校が分離開校
- 1970年（昭和45年）4月 - 仙台市立北仙台小学校が分離開校

## 学区
- 旭ケ丘1丁目、北根黒松の一部、北根1丁目～3丁目、小松島3丁目と4丁目の一部、台原森林公園、台原1丁目の大部分、2丁目～5丁目、7丁目、6丁目の大部分、堤町1丁目～3丁目の一部。葉山町の一部[3]

## 卒業後の進路
- 仙台市立台原中学校へ進学するも一部は仙台市立上杉山中学校へ進学する。

## 著名な出身者
- 内藤淳一（作曲家）
- 荒川静香（フィギュアスケーター） - トリノオリンピック金メダリスト、5年生まで在籍。
- 千葉直樹（元プロサッカー選手）